# Moronobea coccinea
Moronobea coccinea är en tvåhjärtbladig växtart som beskrevs av Jean Baptiste Christophe Fusée Aublet. Moronobea coccinea ingår i släktet Moronobea och familjen Clusiaceae. Inga underarter finns listade i Catalogue of Life.

## Bildgalleri

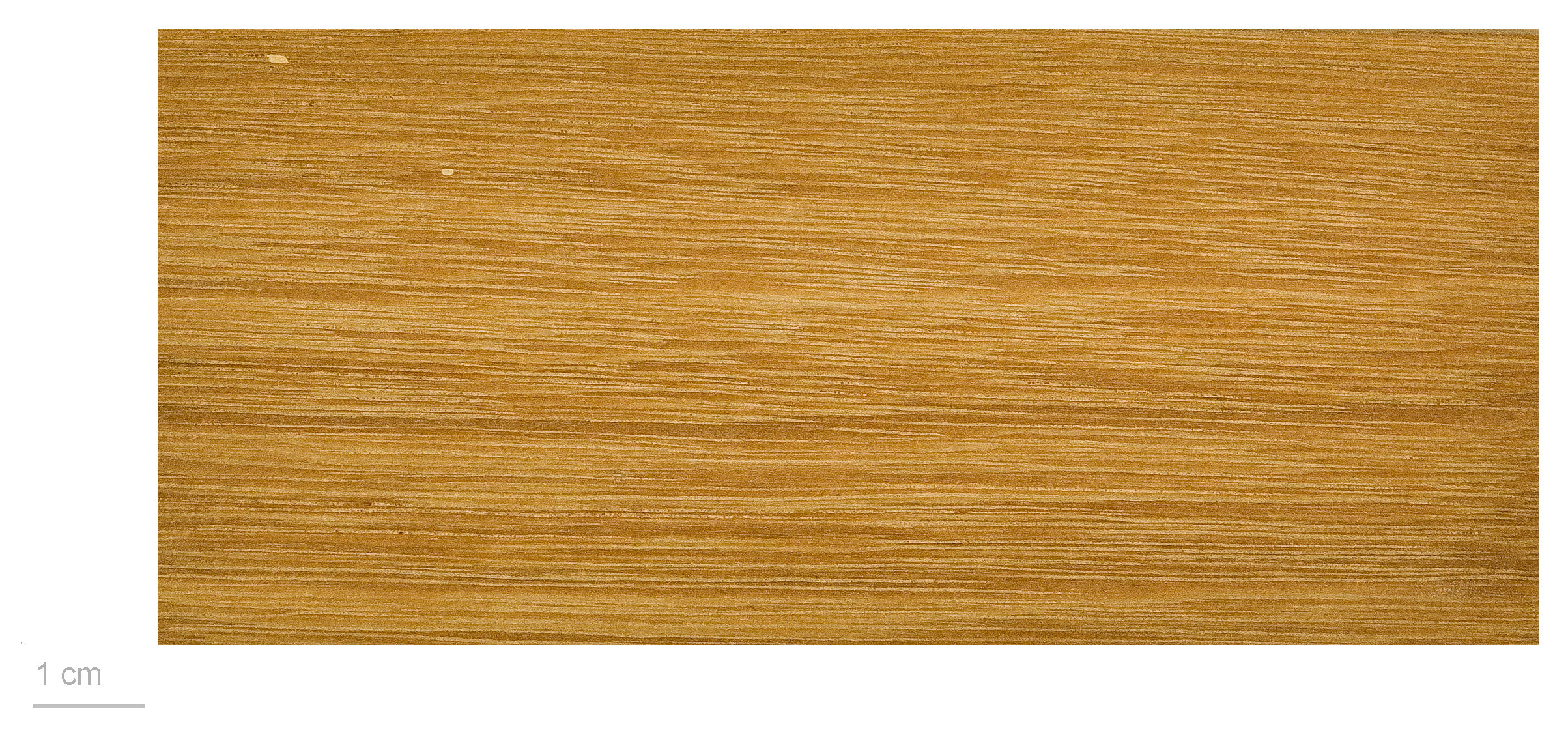